# Vila Cova de Alva
Vila Cova de Alva ist eine Kleinstadt (Vila) und ehemalige Gemeinde in Portugal. Es ist eines der geschützten Schieferdörfer, den Aldeias do Xisto.

## Geografie
Der Ort liegt am Rio Alva und inmitten der Serra do Açor, einem Vorgebirge zur Serra da Estrela. Er ist 19 km nordöstlich von der Kreisstadt Arganil, und etwa 55 km östlich von der Distrikthauptstadt Coimbra entfernt.

## Geschichte
Der Ort erhielt seine ersten Stadtrechte zwischen 1304 und 1318, die im Jahr 1513 von König D.Manuel I. erneuert und erweitert wurden. Noch unter dem Namen Vila Cova de Subavô, war es ein eigenständiger Kreis.
Im Zuge der Verwaltungsreformen nach dem liberalen Miguelistenkrieg 1834 wurde der Kreis 1836 aufgelöst und ist seither eine Gemeinde des Kreises Arganil.
Mit der Gebietsreform 2013 wurde die Gemeinde Vila Cova de Alva aufgelöst und mit Anceriz zusammengefasst.

## Verwaltung

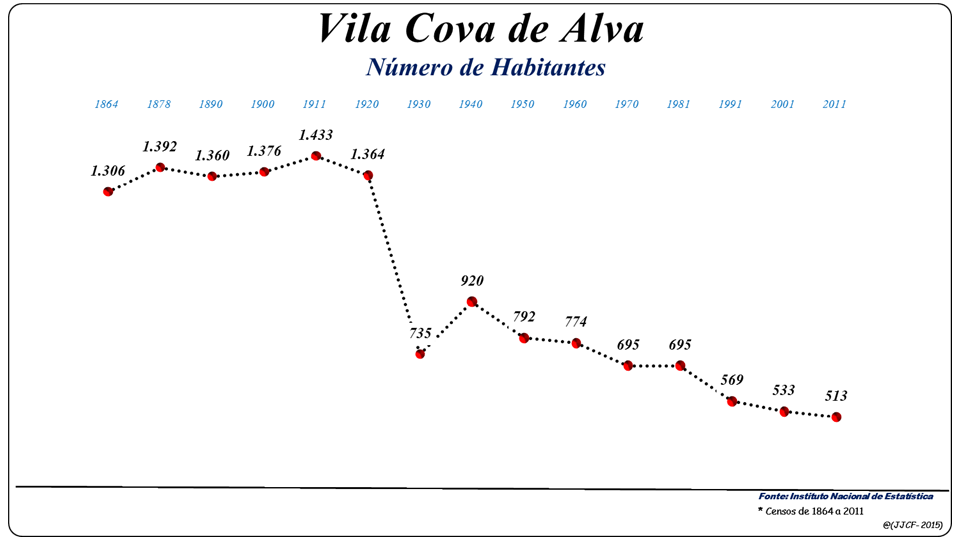
Bevölkerungsentwicklung der Gemeinde Vila Cova de Alva (1864–2011)

Vila Cova de Alva war Sitz einer gleichnamigen Gemeinde (Freguesia) im Kreis (Concelho) von Arganil im Distrikt Coimbra. In der Gemeinde lebten 516 Einwohner auf einer Fläche von 12,72 km² (Stand 30. Juni 2011).
Folgende Ortschaften liegen im Gebiet der ehemaligen Gemeinde:
- Caratão
- Casal de São João
- Ponte
- Quinta da Cortedeira
- Quinta da Tapada
- Quinta de são Miguel
- Quinta do Casal
- Vila Cova de Alva
- Vinhó

Im Zuge der Verwaltungsreform vom 29. September 2013 wurde die Gemeinde Vila Cova de Alva mit der Gemeinde Anceriz zur neuen Gemeinde União das Freguesias de Vila Cova de Alva e Anseriz zusammengefasst. Vila Cova de Alva ist Sitz dieser neu gebildeten Gemeinde.

## Kultur, Sport und Sehenswürdigkeiten
Als eines der typischen regionalen Schieferdörfer, den Aldeias do Xisto, ist Vila Cova de Alva für sein Flussbad und seinen historischen Dorfkern bekannt. In der Gemeinde finden sich, neben dem Schandpfahl als Zeichen der Stadtrechte im Dorfkern, verschiedene Sakralbauten. Auch Herrenhäuser finden sich in der Gemeinde, und das ab 1713 errichtete, manieristisch-barocke Kloster Convento de Santo António (mit der Kirche Igreja de Santo António).

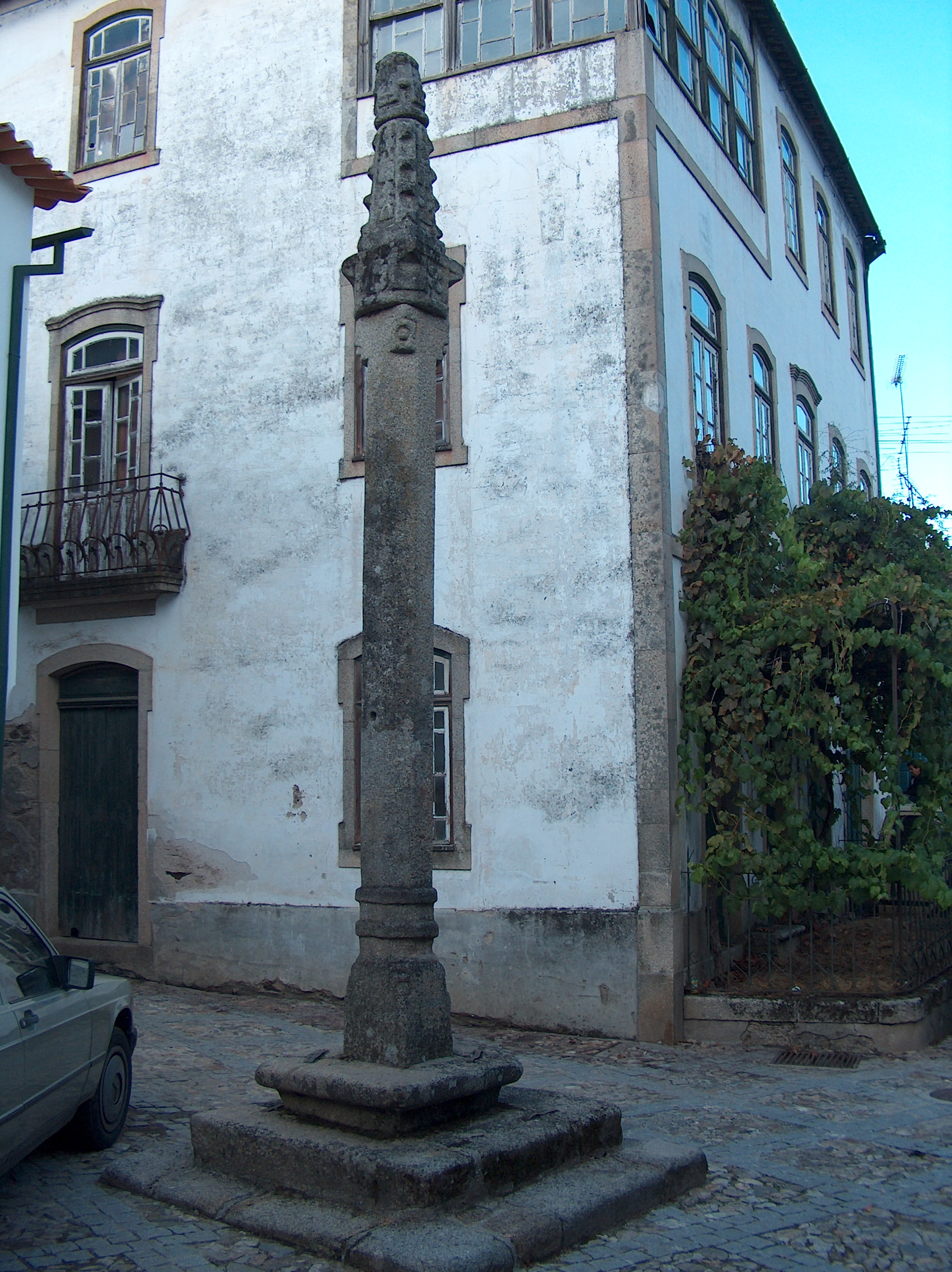
Der Schandpfahl (Pelourinho)
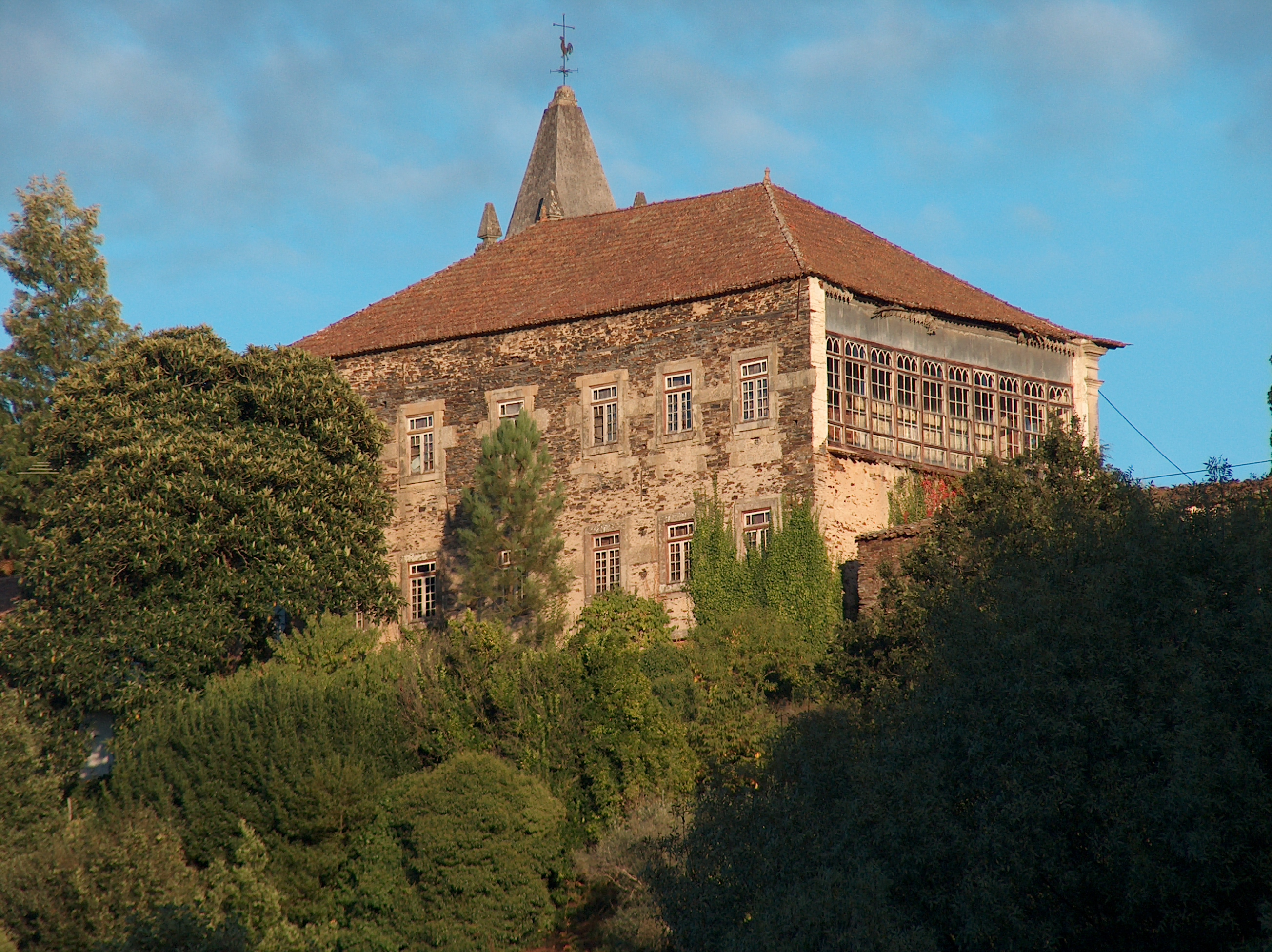
Das Herrenhaus Solar Abreu Mesquita
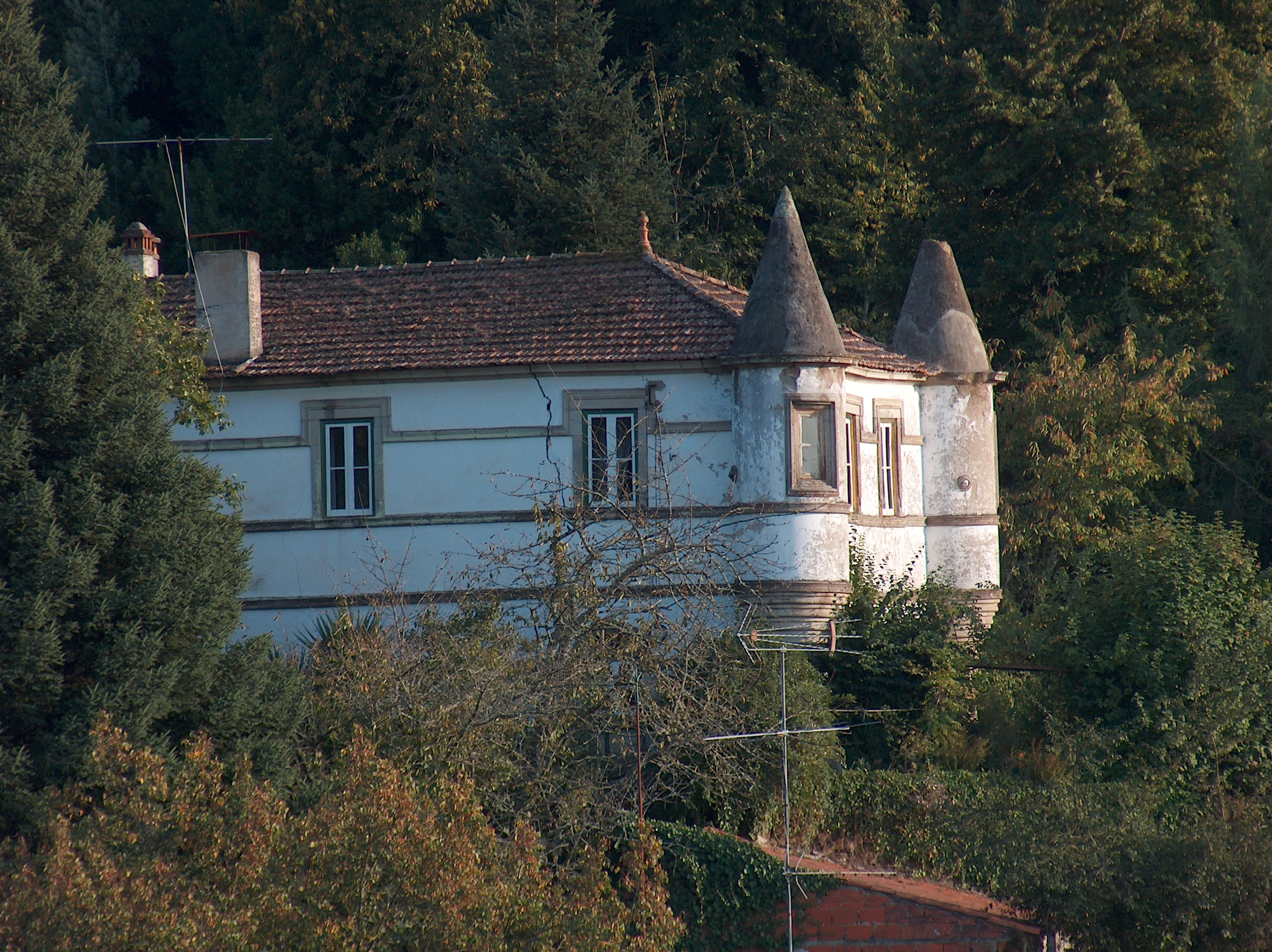
Das Kloster Santo António
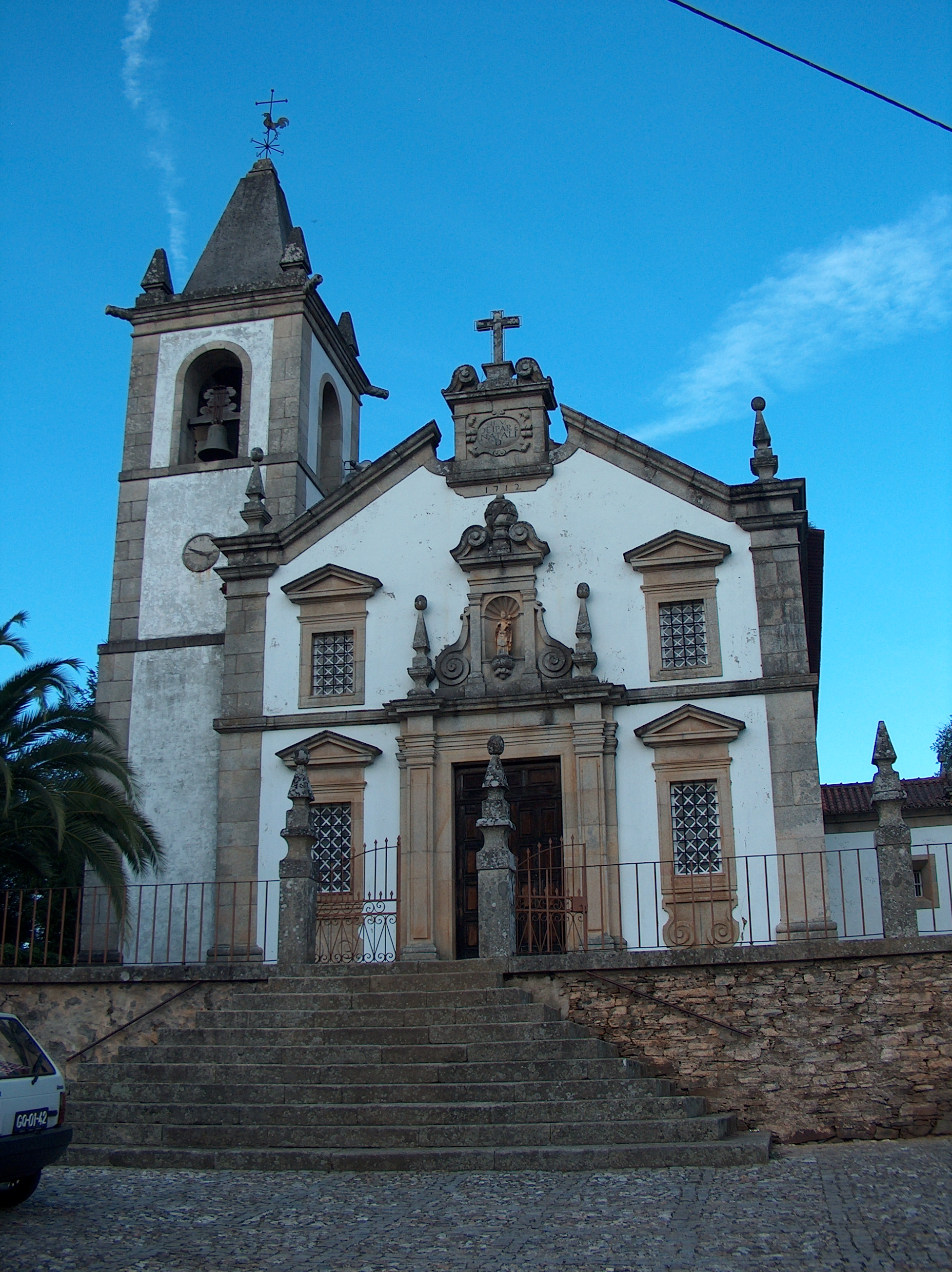
Die Hauptkirche (Igreja Matriz)